# هجمات سيناء
هجمات سيناء هي سلسلة من العمليات القتالية التي نُفِّذَتها جماعات مسلحة في شبه جزيرة سيناء. اسُتهلَّت الحوادث في سيناء في يوم السابع من أكتوبر عام 2004 بسلسلة من التفجيرات المتزامنة، شملت تنفيذ هجوم بسيارة ملغومة استهدف فندق «هيلتون طابا» –الذي يقع على بعد مئتي متر فقط من بوابة العبور بين إسرائيل ومصر– أوقع أكثر من 30 قتيلاً وعشرات المصابين من الإسرائيليين والمصريين وجنسيات أخرى، في ذات التوقيت وبذات الطريقة تم استهداف منتجعين سياحيين، بمدينة نويبع على بعد ستين كيلو متراً في اتجاه الجنوب بسيارتين مفخختين، ما أدى إلى مقتل إسرائيليين اثنين ومصري. عقب التفجيرات أعلنت ثلاث جماعات غير معروفة، على شبكة الإنترنت، مسؤوليتها عن الهجوم، كما أعلنت جماعة تطلق على نفسها كتائب «شهداء عبد الله عزام» مسؤوليتها عن الهجوم. تمكنت أجهزة الأمن من ضبط عدد من المشاركين في تخطيط وتنفيذ التفجيرات، واستمر البحث عن عدد آخر منهم.
شنت أجهزة الأمن المصرية حملة مداهمات واسعة شملت العديد من المدن والقرى في نطاق سيناء، بحثا عن المتهمين الهاربين، أسفرت عن اعتقال ما يزيد على ألفي شخص، بحسب جمعيات حقوقية قالت إنها تلقت بلاغات من أسر المعتقلين، ووصف حقوقيون – آنذاك – تلك الاعتقالات بالعشوائية، وحمَّلوا أجهزة الأمن المصرية مسؤولية زيادة حدة الاحتقان بين الحكومة المركزية وغالبية أهالي سيناء الذين كانوا يعانون من نقص الخدمات الأساسية والمشروعات التنموية ويشعرون بالتجاهل منذ عودة سيناء إلى السيادة المصرية. وبينما كانت أجهزة الأمن المصرية تتابع ملاحقتها المطلوبين على خلفية اتهامات بالتورط في تنفيذ تفجيرات طابا، وقعت سلسلة التفجيرات المتزامنة الثانية في سيناء في قلب مدينة شرم الشيخ بجنوب سيناء.
وقعت سلسة التفجيرات الثانية مساء ليلة الثالث والعشرين من يوليو عام 2005، وأسفرت عن وقوع ما يقرب من مئة قتيل وحوالي مئتي مصاب في أكبر حصيلة من الضحايا تشهدها مصر، وتشابه أسلوب تنفيذ الانفجارات مع الأسلوب الذي تم إتباعه في تنفيذ تفجيرات طابا. عقب الحادث أعلن ما يعرف بـ «تنظيم القاعدة في بلاد الشام وأرض الكنانة- كتائب الشهيد عبد الله عزام» مسؤوليته عن التفجيرات وهو واحد من مجموعة من التنظيمات التي سبق وأعلنت المسؤولية عن تنفيذ تفجيرات طابا. وبذات السيناريو شهدت مدينة دهب بجنوب سيناء 25 أبريل 2006 سلسلة من التفجيرات المتزامنة، أسفرت عن مصرع وإصابة العشرات من السياح الأجانب والمصريين، ليتأكد وجود تنظيم مسلح على أرض سيناء، يرتبط بتنظيم القاعدة فكرياً، لأول مرة منذ سنوات طويلة منذ بداية الصراع بين الحكومات المصرية المتعاقبة وبين التنظيمات الدينية المتشددة، التنظيم أطلق على نفسه «التوحيد والجهاد»، هذه الحقيقة تكشفت بعد فترة طويلة من تأكيد أجهزة الأمن المصرية على عدم وجود ارتباط بين منفذي حوادث تفجيرات سيناء وبين تنظيم القاعدة.
وعقب أحداث ثورة 25 يناير عام 2011 في مصر في ظل حالة غياب أمني تام في سيناء حدثت عمليات جديدة، قُوبِلت تلك العمليات بردٍ قاسٍ من القوات المسلحة المصرية في فترة المجلس العسكري منذ منتصف عام 2011 تمثل في العملية المعروفة باسم «عملية النسر». ومع ذلك، استمرت الهجمات ضد الجيش المصري والشرطة المصرية والمرافق الخارجية في المنطقة في عام 2012، مما أدى إلى حملة ضخمة من قبل قوات الجيش والشرطة المصرية الجديدة باسم «عملية سيناء». في مايو عام 2013، في أعقاب اختطاف ضباط مصريين، تصاعد العنف في سيناء مرة أخرى. بعد الإطاحة بالرئيس الأسبق محمد مرسي شهدت سيناء «مواجهات غير مسبوقَة».
في 10 نوفمبر عام 2014 أعلنت جماعة أنصار بيت المقدس في سيناء عن تغيير اسمها إلى «ولاية سيناء»، وذلك بعد وقت قصير من كلمة زعيم تنظيم داعش أبو بكر البغدادي التي أعلن فيها قبول بيعة الجماعات التي بايعته في عدة دول قبل عدة أيام. وتحول اسم حساب منسوب إلى جماعة «أنصار بيت المقدس» بمصر على موقع التدوينات القصيرة «تويتر» إلى اسم ولاية سيناء وظهر عليه علم داعش.

## خلفية
كانت الصوفية مهيمنة في السابق في المنطقة قبل أن تبدأ الأفكار الجهادية في الترسُّخ. شبه جزيرة سيناء كانت معروفة منذ وقت طويل بغياب القانون بها، بعد أن أصبحت طريقًا لتهريب الأسلحة والإمدادات. وقد فرضت البنود الأمنية في معاهدة السلام المصرية الإسرائيلية 1979 تقليص التواجد الأمني في المنطقة، مما أدى إلى تمكين المتشددين من العمل بمزيد من الحرية. أدت تضاريس سيناء القاسية ونقص الموارد بها إلى إبقائها منطقة فقيرة، وبالتالي أصبحت مُهيَّأة للتشدد. بعد ثورة 25 يناير التي أطاحت بالرئيس الأسبق حسني مبارك تزعزع استقرار البلاد على نحو كبير، وحدث فراغ أمني في شبه جزيرة سيناء. استغلت العناصر المتطرفة في سيناء الفرصة، وأطلقت عدة موجات من الهجمات على المنشآت العسكرية والتجارية المصرية. وفقًا لمجلة الإيكونوميست، يتضمن الصراع المسلح أيضا البدو المحليين "الذين لديهم مظالم طال أمدها ضد الحكومة المركزية في القاهرة"، والذين يدّعون "أنهم ممنوعون من الانضمام إلى الجيش أوالشرطة؛ وأنه من الصعب عليهم الحصول على وظائف في مجال السياحة، ويشكون من أن العديد من أراضيهم قد أُخِذت منهم.

## التاريخ
بدأ عقد الفوضى في سيناء، في عام 2004 بعد فترة كمون دخلت فيها جماعات العنف في مصر، بعد مواجهات دامية شهدها عقد التسعينيات من القرن الماضي بين أجهزة الأمن، وبين أعضاء التنظيمين الأبرز والأكثر شهرة، خلال تلك الفترة، وهما تنظيم الجماعة الإسلامية وتنظيم الجهاد. غالبية تلك العناصر كانوا ممن شاركوا في عمليات مقاومة الاحتلال الروسي لأفغانستان (1979 ـ 1989)، إلي جانب عناصر تنتمي لجماعات جهادية من دول إسلامية شتى كان المصريون في مقدمتهم، عاد أغلبهم وشاركوا في تنفيذ حوادث  متنوعة في مصر، شملت تنفيذ عدة تفجيرات في عدد من ميادين القاهرة وقاموا بتنفيذ حوادث اغتيالات ومحاولات اغتيال ضد وزراء ومسؤولين تنفيذين سياسيين ورموز فكرية ومواطنين مصريين وأجانب وأفراد شرطه، وكانت القاهرة وعدد من محافظات الصعيد مسرحا للمواجهات الدامية التي دارت بين أجهزة الأمن وتلك العناصر، وكان حادث الأقصر في عام 1997 الأكثر دموية وعنفا، وقتل خلاله أكثر من 60 شخصا بينهم 3 مصريين والباقي من السياح الأجانب.

### الجيل الثالث

علم تنظيم القاعدة

### الجماعات المسلحة

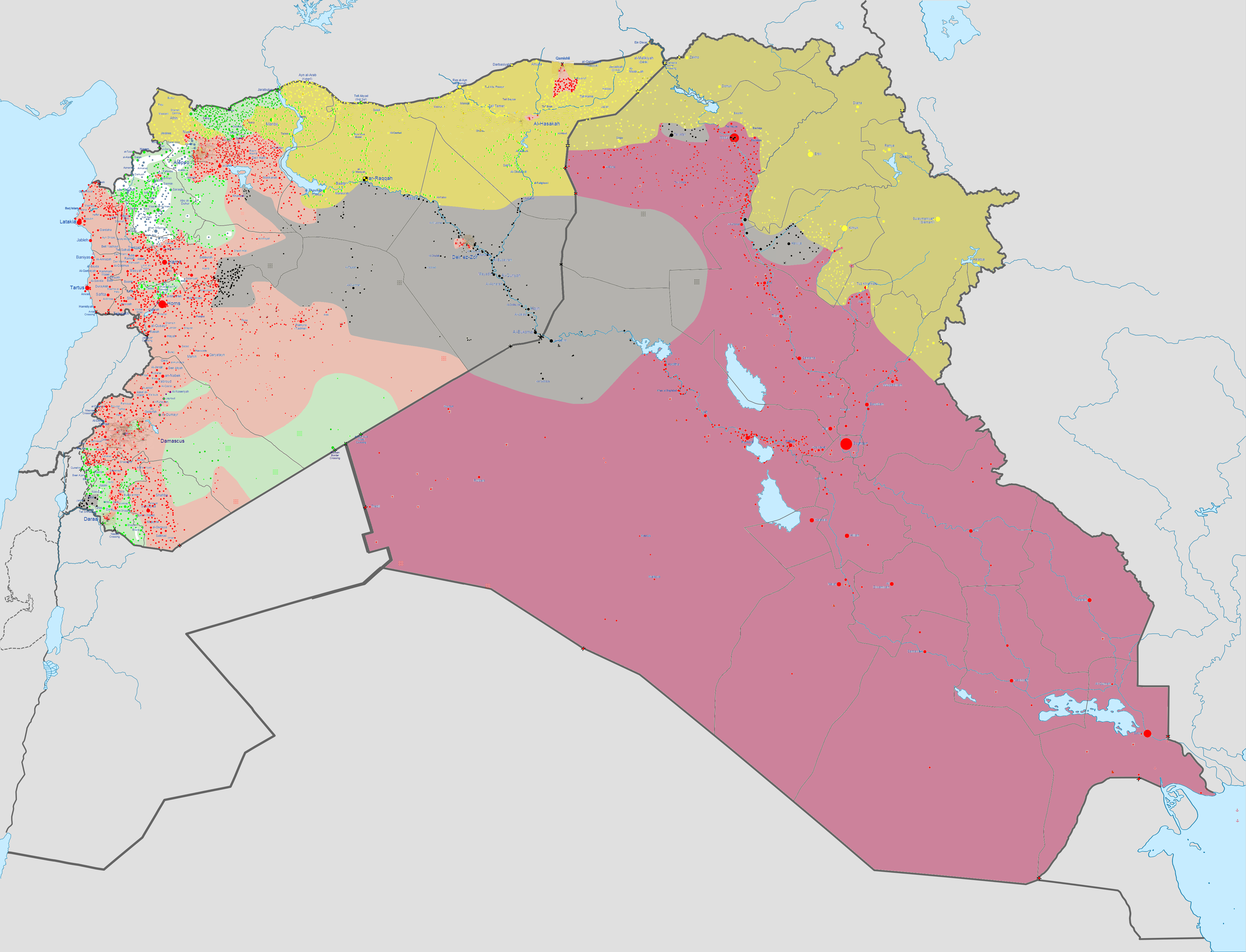
الوضع العسكري في سوريا والعراق بتاريخ 1 تشرين الثاني / نوفمبر 2014
مناطق تسيطر عليها داعش

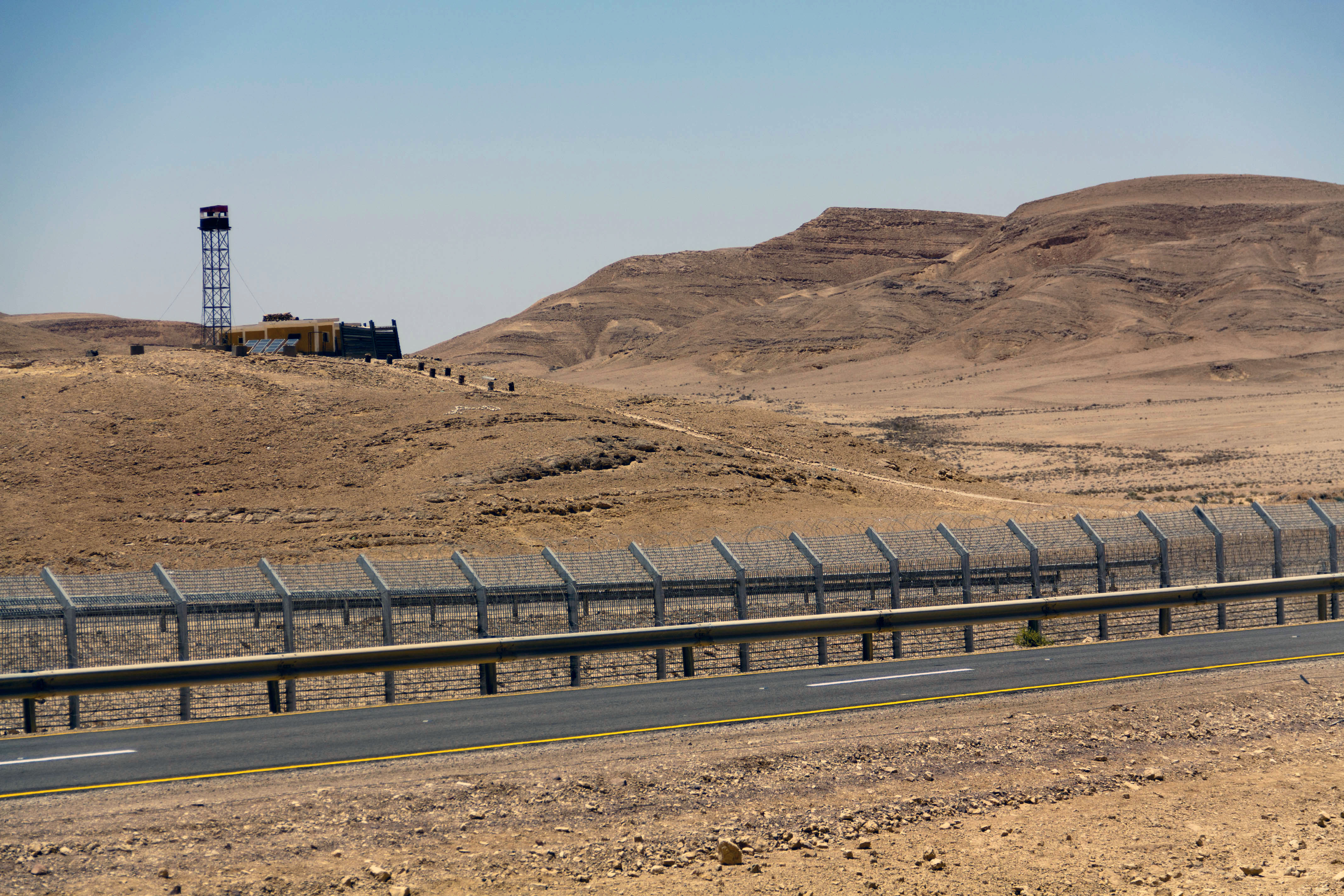
الحدود المصرية-الإسرائلية

#### جماعة التوحيد والجهاد

راية جماعة التوحيد والجهاد

#### السلفية الجهادية

شعار مجلس شورى المجاهدين اكناف بيت المقدس

#### داعش وسيناء

راية داعش

شعار ولاية سيناء

#### أجناد مصر

شعار أجناد مصر

#### جند الإسلام

شعار جند الإسلام

#### أنصار جندالله

شعار أنصار جندالله

#### قطاع غزة

شعار جيش الإسلام

### 2011

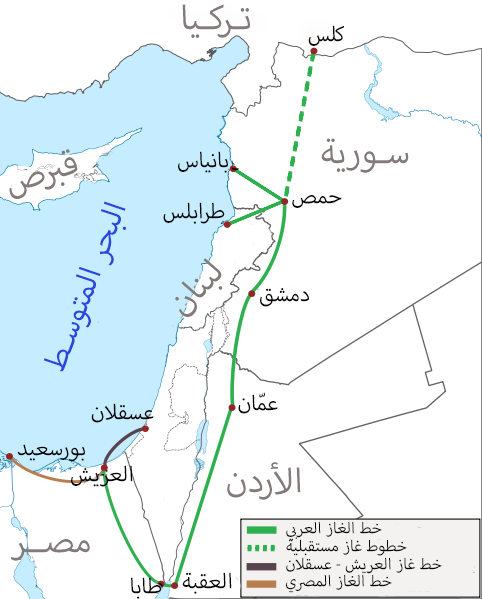
خط الغاز العربي

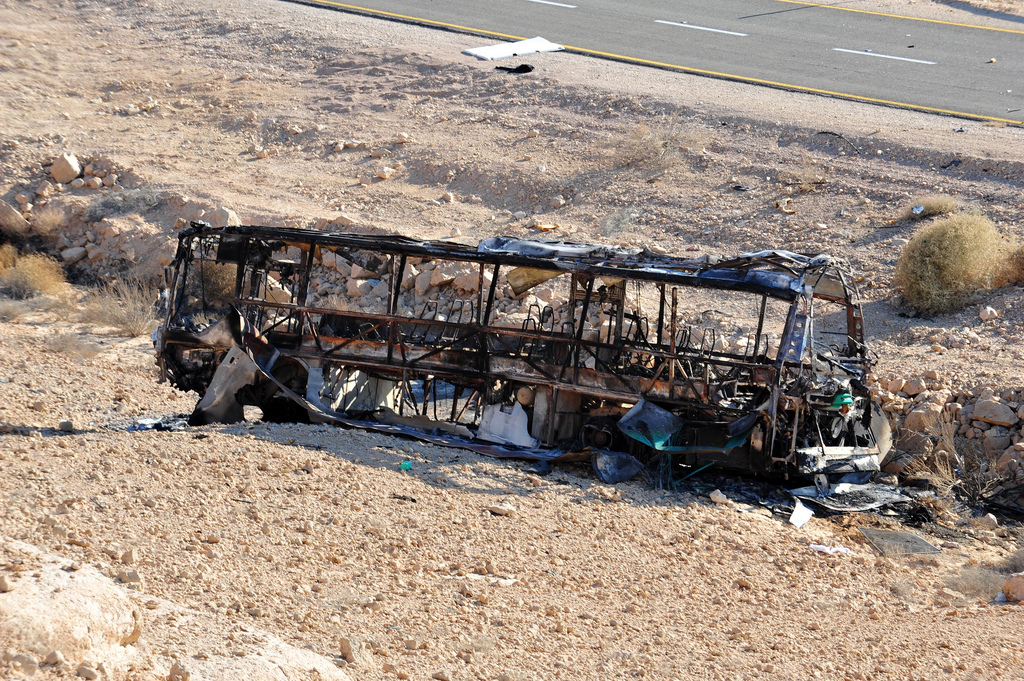
باص مُتفجر خلال العمليات التفجيرية في إيلات (2011)

### 2012

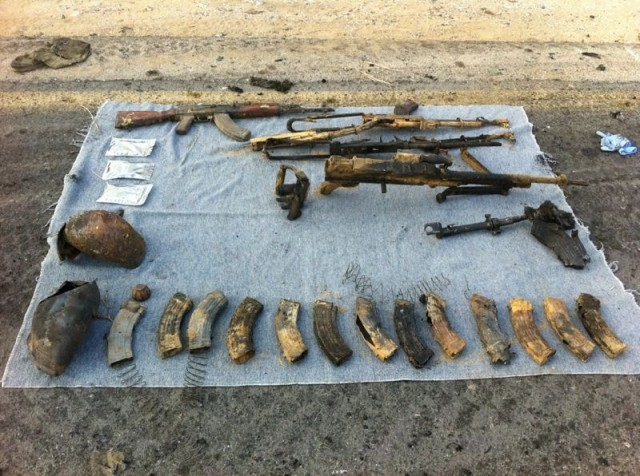
أسلحة ضبطت خلال الهجوم على معبر كرم أبو سالم

### 2013

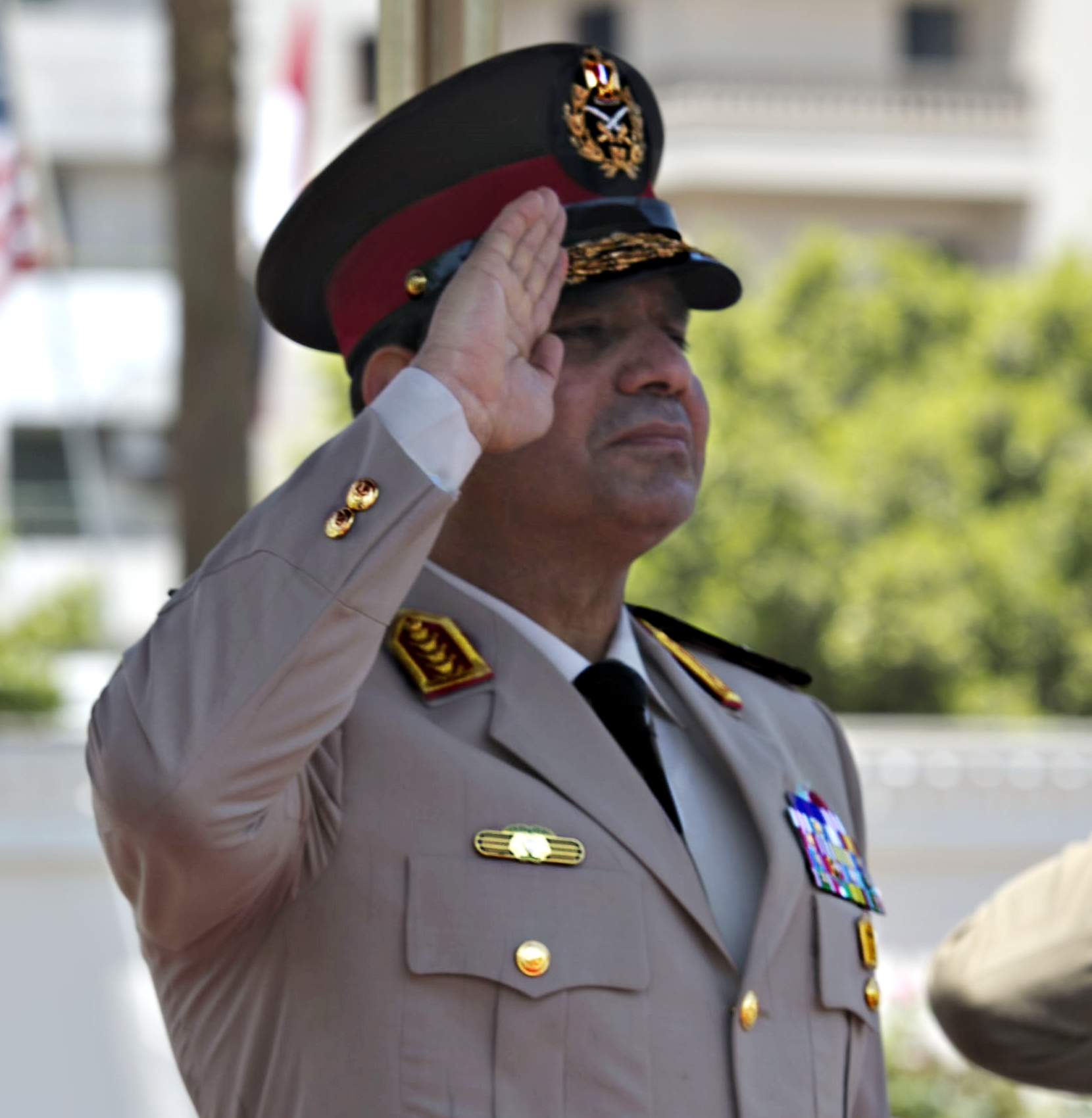
لعب السيسي دورا كبيرا في عزل مرسي منذ مهلة القوات المسلحة

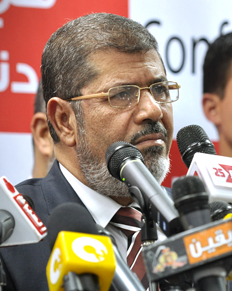
الرئيس الأسبق محمد مرسي

شعار أنصار بيت المقدس